# Минецкое
Минецкое — деревня в Большедворском сельском поселении Бокситогорского района Ленинградской области.

## История
МИНЕЦКО — деревня Великодворского общества, прихода села Званы. Река Тихвинка.  

Крестьянских дворов — 13. Строений — 32, в том числе жилых — 18. 

Число жителей по семейным спискам 1879 г.: 33 м. п., 36 ж. п.; по приходским сведениям 1879 г.: 37 м. п., 37 ж. п.

В конце XIX века — начале XX века деревня административно относилась к Большедворской волости 3-го земского участка 1-го стана Тихвинского уезда Новгородской губернии.

МИНЕЦКО — деревня Великодворского общества, дворов — 15, жилых домов — 18, число жителей: 31 м. п., 34 ж. п.
 
Занятия жителей — земледелие, лесные заработки. Река Тихвинка. (1910 год)

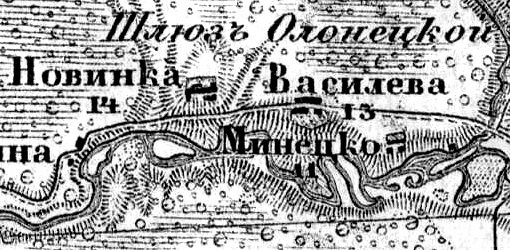
Деревня Минецкое на карте 1913 года

Согласно карте Новгородской губернии 1913 года, деревня называлась Минецко и насчитывала 11 крестьянских дворов.
По данным 1933 года деревня Минецкое входила в состав Великодворского сельсовета Тихвинского района.
По данным 1966, 1973 и 1990 годов деревня Минецкое входила в состав Большедворского сельсовета Бокситогорского района.
В 1997 году в деревне Минецкое Большедворской волости проживали 4 человека, в 2002 году — 2 человека (все русские).
В 2007 году в деревне Минецкое Большедворского СП проживали 4 человека, в 2010 году — 1.

## География
Деревня расположена в северо-западной части района к северу от автодороги 41К-035 (Большой Двор — Самойлово).
Расстояние до административного центра поселения — 12 км.
Расстояние до ближайшей железнодорожной станции Большой Двор — 10 км.
Деревня находится на правом берегу реки Тихвинка.

## Демография
| 1997 | 2002 | 2007 | 2010 | 2017 |
| ---- | ---- | ---- | ---- | ---- |
| 4    | ↘2   | ↗4   | ↘1   | →1   |